# Andreas Bjelland
Andreas Bjelland (* 11. Juli 1988 in Vedbæk) ist ein ehemaliger dänischer Fußballspieler.

## Karriere

### Verein

#### Jugend und frühe Karriere
Andreas Bjelland, ein Sohn eines Norwegers und einer Dänin, begann seine Laufbahn bei seinem Heimatverein BK Søllerød-Vedbæken und spielte anschließend in der Jugend von Lyngby BK. In der Saison 2007/08 kam er in die Profi-Mannschaft und unterschrieb einen Profivertrag.
Sein Debüt in der Superliga, der ersten dänischen Liga, gab er am ersten Spieltag am 25. Juli 2007, als er beim 1:1 gegen Odense BK zum Einsatz kam und auch in der Startelf stand. Bjelland kam allerdings nur zu elf Einsätzen. Zum Saisonende stieg Lyngby BK aus der Superliga ab und musste den Gang in die Viasat Sport Division antreten. In der Saison 2008/09 kam er zu 22 Einsätzen, wo ihm auch sein erstes Tor als Profi gelang. Beim 4:1-Sieg gegen Hvidovre IF machte er das 3:0.
Der direkte Wiederaufstieg wurde verpasst und der Verein wurde nur Sechster.

#### Erfolge mit dem FC Nordsjælland
2009 spielte Bjelland die ersten vier Spieltage noch für Lyngby und wechselte dann in die erste Liga zum FC Nordsjælland. Dort wurde der Innenverteidiger Stammspieler und zeigte gute Leistungen, wodurch man 2010 auch den dänischen Pokal gewann. Durch seine guten Leistungen erweckte er auch das Interesse des deutschen Bundesligaklubs Bayer 04 Leverkusen. In der Winterpause der Saison 2010/11 wollten die Leverkusener Bjelland holen, da man angesichts einer Teilnahme an der U-21-Fußball-Europameisterschaft 2011 einer Marktwertsteigerung befürchtete. Zu einer Verpflichtung kam es jedoch nicht. Mit dem FCN erreichte er zum zweiten Mal in Folge das Pokalfinale und konnte 2011 den Pokalsieg verteidigen. In der Saison 2011/12 gehörte Bjelland das dritte Jahr in Folge der Stammelf an. Am Ende der Spielzeit wurde er mit dem Verein dänischer Meister.

#### FC Twente Enschede
Bjelland wechselte zur Saison 2012/13 zum FC Twente in die Eredivisie. Er erhielt einen Vierjahresvertrag mit Option auf ein weiteres Jahr.

#### FC Brentford
Am 2. Juli 2015 wechselte Bjelland zum FC Brentford in die englische Football League Championship. Der Zweitligist zahlte eine Ablösesumme von 3 Millionen Euro. In den drei Spielzeiten auf der Insel bestritt Bjelland 50 Zweitligaspiele und erzielte dabei ein Tor für seinen Verein.

#### FC Kopenhagen
Am 9. Juli 2018 vermeldete der FC Kopenhagen die Verpflichtung Bjellands. Er unterschrieb einen Vierjahresvertrag beim dänischen Rekordmeister.

#### Lyngby BK
In der Saison 2021/22 spielte Bjelland auf Leihbasis bei Lyngby BK und stieg mit der Mannschaft in die Superliga auf. Im Sommer 2022 wechselte er dann fest zu diesem Verein und beendete Anfang 2025 seine Karriere als Fußballprofi.

### Nationalmannschaft
Bjelland bestritt Spiele für die U16-, U18- und U19-Nationalmannschaften seines Landes und war Kapitän der U-21-Nationalmannschaft Dänemarks. Am 17. November 2010 bestritt er sein erstes A-Länderspiel für Dänemark gegen Tschechien. Ein Jahr später wurde er auch zweimal in der Qualifikation für die Europameisterschaft 2012 in Polen und der Ukraine eingesetzt und Ende Mai 2012 wurde er in den EM-Kader aufgenommen. Er kam in keines der drei Gruppenspielen der dänischen Nationalmannschaft zum Einsatz. In der Qualifikation zur Weltmeisterschaft 2014 in Brasilien spielte er in drei Partien und erzielte ein Tor; als schlechtester Gruppenzweiter wurde die Qualifikation für die Teilnahme an der Endrunde verfehlt.
Später kam Bjelland in der Vorausscheidung zur Europameisterschaft 2016 in Frankreich in drei Partien zum Einsatz. Dabei wurde die Teilnahme in den Play-offs gegen Schweden verpasst. In der Qualifikation zur Weltmeisterschaft 2018 in Russland kam vier Partien zum Einsatz und belegte mit der dänischen Nationalelf den zweiten Platz, der zur Teilnahme an den Play-offs berechtigte; dort setzte sich Dänemark gegen Irland durch. Dabei war Bjelland in beiden Partien zum Einsatz gekommen.

## Erfolge und Titel
- Dänischer Pokal: 2010, 2011
- Dänische Meisterschaft: 2012